# Sandringham
Sandringham è un villaggio e parrocchia civile sito nella zona centro orientale costiera dell'Inghilterra nella contea di Norfolk. Il villaggio è situato a nord della città di King's Lynn e a nord-ovest di Norwich.
Sandringham è noto particolarmente per la residenza reale di Sandringham House. Questa era una delle residenze più amate dalla regina Elisabetta II e da diversi suoi predecessori. Vicino alla residenza reale si trovano le scuderie che ospitano gran parte dei cavalli dei reali d'Inghilterra.